# Gideon C. Moody
Gideon Curtis Moody, född 16 oktober 1832 i Cortland, New York, död 17 mars 1904 i Los Angeles, Kalifornien, var en amerikansk republikansk politiker. Han var en av delstaten South Dakotas två första ledamöter av USA:s senat.
Moody deltog i amerikanska inbördeskriget i nordstatsarmén och avancerade till överste. Han flyttade 1864 till Dakotaterritoriet. Han var talman i Dakotaterritoriets representanthus 1868-1869 och 1874-1875. Moody var domare i Dakotaterritoriets högsta domstol 1878-1883. När South Dakota 1889 blev delstat, valdes Moody och Richard F. Pettigrew till de två första senatorerna. Moody valdes bara till en tvåårig mandatperiod. Han kandiderade till omval utan framgång och efterträddes 1891 av James H. Kyle.
Hans grav finns på Angelus-Rosedale Cemetery i Los Angeles. Moody County har fått sitt namn efter Gideon C. Moody.